# Clausirion bicolor
Clausirion bicolor là một loài bọ cánh cứng trong họ Cerambycidae.